# تپه چغا کچکینه ۱
تپه چغا کچکینه ۱ مربوط به عصر مفرغ - دوره اشکانیان است و در شهرستان چرداول، بخش هلیلان، دهستان هلیلان، ۱ کیلومتری شمال روستای دارپروشه واقع شده و این اثر در تاریخ ۲۶ اسفند ۱۳۸۷ با شمارهٔ ثبت ۲۶۰۰۸ به‌عنوان یکی از آثار ملی ایران به ثبت رسیده است.